# Hervey Cleckley
Hervey Milton Cleckley, född 1903 i Augusta, Georgia, död 28 januari 1984, var en amerikansk psykiatriker och pionjär inom området psykopati. Hans bok The Mask of Sanity, som ursprungligen publicerades 1941, blev en av de mest inflytelserika kliniska beskrivningarna av psykopati under 1900-talet. 
Med begreppet "the mask of Sanity" menar Cleckley att psykopater, till skillnad från personer med stora psykiska störningar, kan framstå som normala och till och med engagerande, medan de vanligtvis inte har hallucinationer eller vanföreställningar.

## Biografi

### Utbildning
Cleckley tog examen vid Academy of Richmond County 1921 och 1924 en kandidatexamen (summa cum laude) vid University of Georgia (UGA) i Athens, Georgia. Han tilldelades Rhodesstipendium och tog en filosofie kandidatexamen vid Oxford University 1926. Därefter tog han Cleckley tog läkarexamen (MD) vid University of Georgia Medical School (numera känt som Medical College of Georgia) i Augusta 1929.  

## Karriär
År 1937 utsågs Cleckley till professor i psykiatri och neurologi vid Medical College of Georgia och chef för psykiatri/neurologi vid Akademiska sjukhuset i Augusta 1937. Han utnämndes till klinisk professor i psykiatri och neurologi vid Medical College 1955, där han som ordförande grundade avdelningen för psykiatri och hälsobeteende.